# Islandia en el Festival de la Canción de Eurovisión 1999
Islandia participó en el Festival de la Canción de Eurovisión 1999 en Jerusalén, Israel, con la canción "All out of luck", interpretada por Selma, compuesta por la propia cantante, Sveinbjörn I. Baldvinsson y Þorvaldur Bjarni Þorvaldsson y escrita por este último. La representante islandesa fue escogida internamente por la RÚV. Islandia obtuvo el 2.º puesto el sábado 29 de mayo de 1999. 

## Antes de Eurovisión
Al igual que en los tres años anteriores, la RÚV decidió seleccionar al candidato y la canción para el festival a través de una elección interna. Al final eligieron a la cantante Selma con la canción "All out of luck".

## En Eurovisión
En el Festival de la Canción de Eurovisión, Islandia tuvo que competir en el lugar 13, después de Polonia y antes de Chipre. Al final de las votaciones, resultó que Selma había terminado en segundo lugar con 146 puntos, 17 puntos menos que la ganadora Suecia. Fue el mayor éxito de Islandia hasta la fecha. Selma recibió el máximo de 12 puntos tres veces.

### Puntos otorgados a Islandia
| Final                         | Final                                                                 | Final                | Final          | Final    |
| 12 puntos                     | 10 puntos                                                             | 8 puntos             | 7 puntos       | 6 puntos |
| ----------------------------- | --------------------------------------------------------------------- | -------------------- | -------------- | -------- |
| - Chipre - Dinamarca - Suecia | - España - Estonia - Israel - Malta - Noruega - Reino Unido - Turquía | - Bélgica - Lituania | - Países Bajos |          |
| 5 puntos                      | 4 puntos                                                              | 3 puntos             | 2 puntos       | 1 punto  |
|                               | - Irlanda - Polonia - Portugal                                        | - Alemania           | - Austria      |          |

### Puntos otorgados por Islandia
| Final     | Final                |
| --------- | -------------------- |
| 12 puntos | Dinamarca            |
| 10 puntos | Suecia               |
| 8 puntos  | Austria              |
| 7 puntos  | Noruega              |
| 6 puntos  | Países Bajos         |
| 5 puntos  | Alemania             |
| 4 puntos  | Croacia              |
| 3 puntos  | Bosnia y Herzegovina |
| 2 puntos  | Estonia              |
| 1 punto   | Israel               |